# Уршуля Келян
Уршуля Келян-Липец (пол. Urszula Kielan-Lipiec, нар. 10 жовтня 1960, м. Отвоцьк) — польська легкоатлетка, олімпійська медалістка.

## Виступи на Олімпіадах
| Олімпіада   | Дисципліна       | Місце |
| ----------- | ---------------- | ----- |
| Москва 1980 | стрибки у висоту | 2     |